# Catagramma paragrias
Catagramma paragrias är en fjärilsart som beskrevs av Hans Fruhstorfer 1916. Catagramma paragrias ingår i släktet Catagramma och familjen praktfjärilar. Inga underarter finns listade i Catalogue of Life.